# کارل مونر

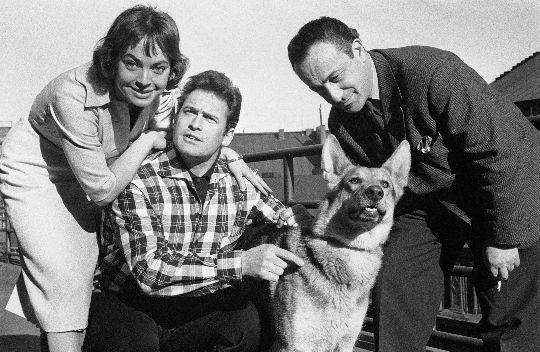
کارل مونر نقاش اتریشی

کارل مونر (انگلیسی: Carl Möhner؛ ۱۱ اوت ۱۹۲۱ – ۱۴ ژانویهٔ ۲۰۰۵) بازیگر و نقاش اهل اتریش بود. وی بین سال‌های ۱۹۴۹ تا ۱۹۷۶ میلادی فعالیت می‌کرد.
از فیلم‌ها یا برنامه‌های تلویزیونی که وی در آن نقش داشته است می‌توان به جایی در جهنم به تو خواهم داد'ریفیفی، کلید، آخرین اسلحه و آشپزخانه اشاره کرد.